# Arbérats-Sillègue
Arbérats-Sillègue is een gemeente in het Franse departement Pyrénées-Atlantiques (regio Nouvelle-Aquitaine) en telt 302 inwoners (2005). De plaats maakt deel uit van het arrondissement Bayonne. Het plaatsje kent een chateau
met daarin een bed-en breakfast, dat eigendom is van Nederlanders,

## Geografie
De oppervlakte van Arbérats-Sillègue bedraagt 5,3 km², de bevolkingsdichtheid is 57,0 inwoners per km².
De onderstaande kaart toont de ligging van Arbérats-Sillègue met de belangrijkste infrastructuur en aangrenzende gemeenten.

## Demografie
Onderstaande figuur toont het verloop van het inwonertal (bron: INSEE-tellingen).